# Créole guadeloupéen
 (mars 2019).
Si vous disposez d'ouvrages ou d'articles de référence ou si vous connaissez des sites web de qualité traitant du thème abordé ici, merci de compléter l'article en donnant les références utiles à sa vérifiabilité et en les liant à la section « Notes et références ».

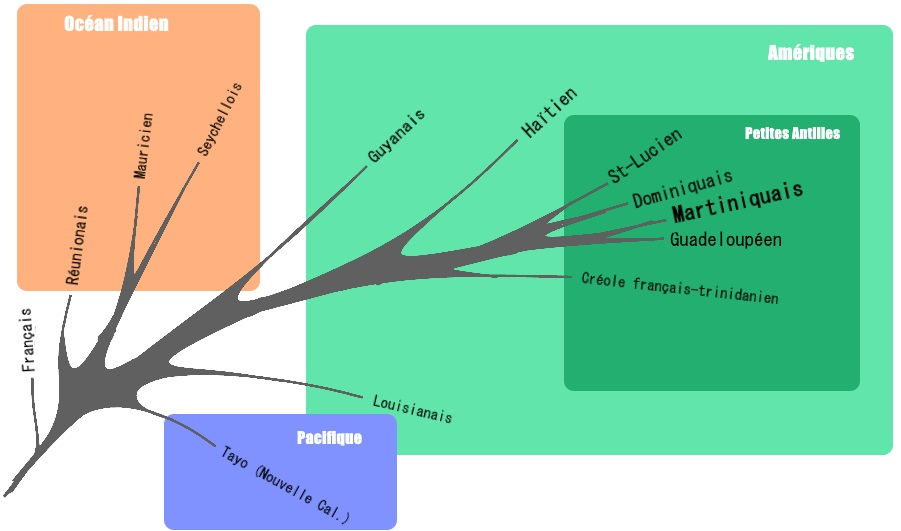
Parenté entre créoles à base lexicale française.

Le Créole guadeloupéen (Kréyòl Gwadloupèyen) est une langue appartenant au groupe des langues créoles (plus précisément à celui des créoles à base lexicale française), parlée en Guadeloupe, et dans la diaspora guadeloupéenne, notamment en France métropolitaine. Il est le reflet de l'histoire de ses locuteurs, les descendants des esclaves des Antilles françaises, et d'immigrés venus de l'Inde. 
Il a été formé autour du français du XVIIIe siècle ainsi que de plusieurs langues d'Afrique de l'Ouest mais l'incessant jeu de conquêtes et de pertes de territoires entre Anglais, Portugais, Néerlandais l'a aussi influencé. Au XXIe siècle encore, les mots d'origine caraïbe, africaine ou encore indienne sont toujours bien présents dans le créole guadeloupéen. Contrairement au créole haïtien, qui était plus proche du français mais qui s'en éloigne, le créole guadeloupéen suit le mouvement inverse du fait de l'influence permanente de la culture française sur les médias et du français utilisé dans la vie de tous les jours.

Il est très proche des créoles martiniquais, guyanais, haïtien et surtout marie-galantais, ainsi que de ceux parlés dans les îles anciennement francophones (à la Dominique et à Sainte-Lucie). Parfois le créole guadeloupéen, le créole martiniquais, le créole dominiquais et le créole saint-lucien sont considérés comme une seule langue : le créole antillais. 

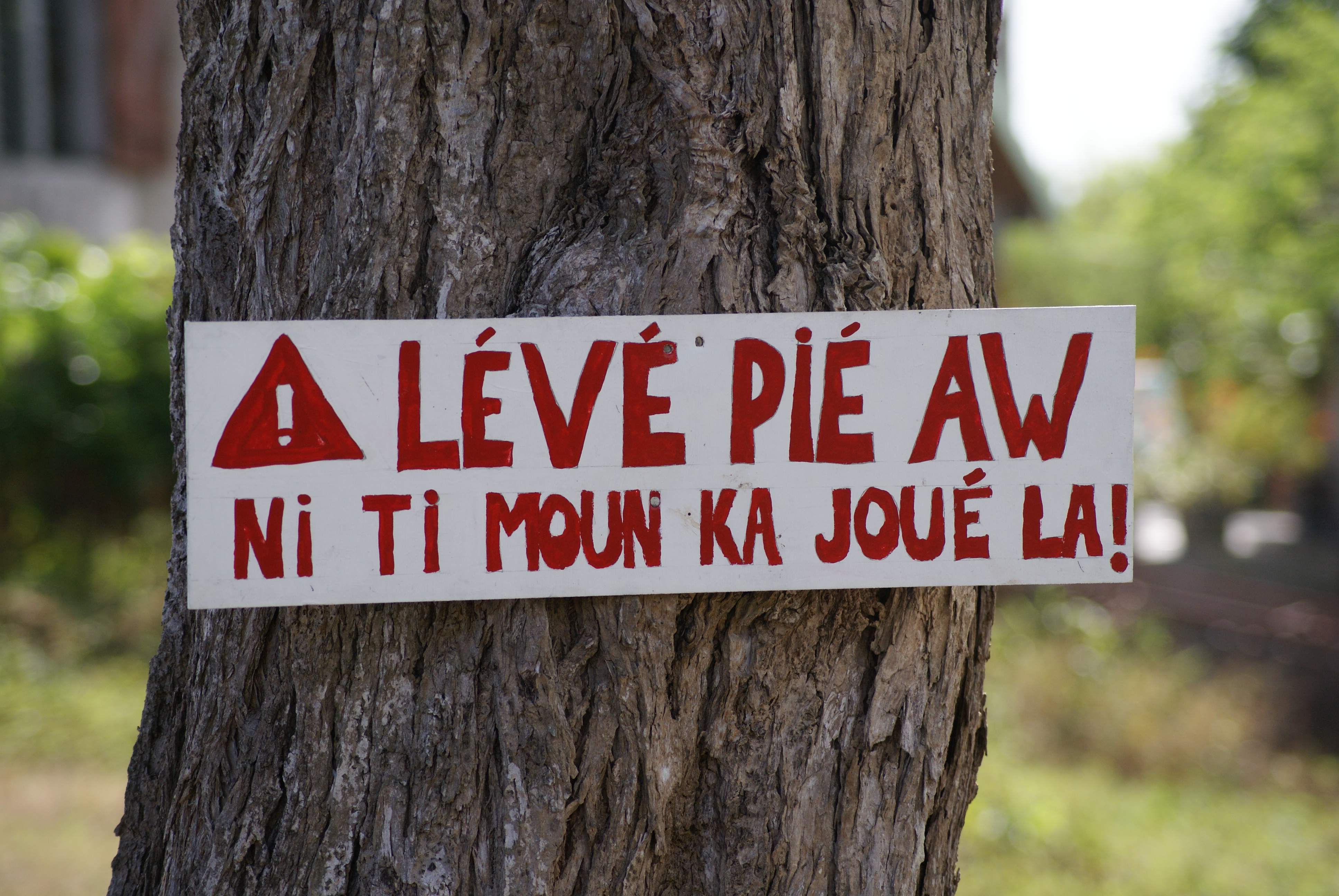
« Ralentissez (levez votre pied), il y a des enfants qui jouent ici ! ». Ce panneau ne suit pas les qui devraient donner : « Lévé pyé a-w ni timoun ka jwé la ».

## Créolisation des mots français
Si le créole guadeloupéen a emprunté une multitude de mots aux langues africaines, amérindiennes et aux autres langues coloniales – anglais et espagnol notamment –, la majorité de son lexique provient du français du XVIIIe siècle et d'aujourd'hui ainsi les variations de prononciation d'un mot reconnaissable en français peuvent être due à la fois à une conservation d'une ancienne prononciation française et d'une transformation purement locale due aux différentes populations influençant les accents, par exemple « boire » se disaient « bwère » en vieux français et est devenu « bwè » en créole, qui a conservé une veille prononciation suivi d'une transformation locale. Ces emprunts ont subi une transformation de prononciation avant de s'insérer dans le corpus linguistique du créole guadeloupéen. Cette créolisation perdure de nos jours : quand les mots créoles sont inconnus pour exprimer des idées, on emprunte directement le mot au français en le transformant selon des règles simples – mais pas toujours applicables – que voici :
Les r :
- se prononcent w quand ils se trouvent le plus souvent après une consonne. Ainsi gros sera gwo, presser, pwésé ;
- sont élidés quand ils se trouvent devant une consonne ou en fin de mot. Ainsi sourd sera soud (le d de sourd a survécu en créole alors qu'il a disparu en français moderne).

Par exemple, as-tu pris ton gros sac noir ? Kontèl , ès ou pwan gwo sak nwè' a-w?
Les u et eu se prononcent i. / À quelle heure passe le bus ? A ki lè bis-la ka pasé?
Les e se prononcent i, 'é ou ou.
Apporte ta chemise bleue. / Poté chimiz blé a-w / Nous avons retrouvé le cheval. / Nou ritouvé chouval-la Nou woutouvé chouval-la.
Les eur(e) en fin de mot se transforment en è. Heure, beurre, fleur deviennent lè, bè, flè.
Le son o fermé comme dans eau se trouve le plus souvent en toute fin de mot, sans consonne derrière. Donne-moi de l'eau. sera Ban mwen dlo. tandis qu'une faute sera prononcée avec un o ouvert, couramment écrit o-accent-grave : ò. Guillaume, combien de fautes as-tu faites dans la dictée ? sera ainsi Giyòm, konmyen fòt ou fè an dikté-la?.
Les terminaisons -embre, -ambre, -endre, -andre, -ample, -ambe, -anne, -ane,  seront invariablement déformées en -ann et -anm, avec le son an français qu'on nasalise afin de prononcer un nouveau n. Ainsi, Alexandre, comment va ta jambe depuis ta blessure en décembre quand tu coupais la canne ? sera Aleksann, ki jan janm-aw yé dépi ou pété-y lè ou té ka koupé kann an désanm ? Les terminaisons -aindre, -eindre, -indre seront de même -enn ou -èn. Tu me fais de la peine sera ou ka fè mwen lapenn.
L'accent guadeloupéen reprend beaucoup de ces principes, quelque peu atténués en fonction de la maîtrise de la langue créole du locuteur. Fleur sera prononcé fleuw en « français créolisé » mais flè en bon créole. De plus, la créolisation est différente suivant les régions de Guadeloupe. Ainsi, le français dit voiture, la plupart des Guadeloupéens diront vwati en créole – même si ce terme n'est pas toujours le plus usuel – mais les Saintois disent plutôt vwatu. Notons que la véritable traduction de voiture en créole est loto, de l'auto(mobile).

## Système d'écriture du créole
Le créole est une langue orale car les maîtres esclavagistes avaient toujours pris grand soin de ne pas alphabétiser les esclaves. En plus d'un souci économique – à quoi bon éduquer une personne dont la seule qualité est sa force de travail – s'ajoutait un souci de sécurité. En effet, le seul livre à l'époque qui était disponible partout était naturellement la Bible, et le message qui y est enseigné, tous les êtres humains sont égaux aurait pu donner des idées aux esclaves. Différentes tentatives d'écrire le créole ont vu le jour sans résultats concluants, jusqu'à l'écriture codifiée par le GEREC, Groupe d'études et de recherches en espace créolophone et francophone.
L'orthographe est phonologique. À chaque son correspond une unique lettre ou combinaisons de voyelles. Ainsi français, belle deviennent fransé, bèl.
L'alphabet utilisé est l'alphabet latin standard, utilisé en français, avec les signes diacritiques que sont les accents aigus et graves sur les lettres e et o pour noter les phonèmes /e/ (é), /ɛ/ (è) et /ɔ/ (ò).
Il est plus courant aujourd'hui de transcrire le o ouvert avec accent grave ò, pour des raisons pratiques à cause de la disposition des claviers français usuels utilisés en Guadeloupe, et parce que cela ne prête à aucune confusion ; le o accent grave n'existe pas à l'origine en français ou en créole.
Notons que dans l'alphabet créole, c q ne sont pas utilisées.
Le digramme ch est considéré comme une seule même lettre, notant le phonème /ʃ/.
De même, u et x n'existent pas en créole et sont souvent substituées respectivement par ou et par ks, kz ou z. « Par exemple : Xavier, est-ce que tu es là ? » devient « Pa èkzanp : Zavyé, ès ou la ? ».
Une certaine confusion règne entre l'utilisation du r et du w, mais ces deux lettres sont bien distinctes.
Dans une syllabe où se trouve une voyelle arrondie (o, ou, on), on utilise w. Ainsi on a wou  (roue).
Dans une syllabe comportant une voyelle non arrondie (a, e, è, i, an), on ne se réfère qu'à la prononciation de la syllabe pour savoir s'il faut écrire r ou w.
Ainsi, rat devient rat /rat/ et non « wat ». Gras devient gra et non « gwa » qui correspond plus à la suite /gw/ de Guadeloupe qui devient Gwadloup.
Dans le tableau ci-dessous ne sont recensées que les lettres qui diffèrent de leur emploi français standard :
| Créole | Transcription API | Prononciation standard |
| ------ | ----------------- | --- |
| g      | /ɡ/               | Toujours dur, comme dans le mot « gare ». |
| h      | /h/               | aspiré comme en anglais. |
| i      | /i/               | remplace parfois le u français. |
| j      | /ʒ/               | remplace le g mouillé. Ainsi manger en créole devient manjé.                                                                                               |
| k      | /k/               | remplace le c dur, q, k. |
| w      | /w/               | w remplace dans certains mots le r français, mais en créole ce sont deux lettres différentes.                                                              |
| s      | /s/               | remplace le c cédille ou ss français, jamais prononcé z.                                                                                                   |
| y      | /j/               | ne scinde pas en deux le son et se rattache directement à celui-ci. Ainsi camion sera prononcé /ca-mion/ (deux syllabes) et non ca-mi-on (trois syllabes). |
| z      | /z/               | remplace le s mouillé. |
| an     | /ɑ̃/               | nasalisé. |
| àn     | /an/              | assez rare, se prononce comme l'âne en français. |
| ann    | /ɑ̃n/              | an français avec n nasalisé (comme dans ennui en français).                                                                                                |
| anm    | /ɑ̃m/              | an français avec m nasalisé. |
| ay     | /aj/              | jamais prononcé comme è ou -eill. |
| in     | /in/              | jamais nasalisé comme en français. |
| en     | /ɛ̃/               | toujours nasalisé. |
| enn    | /ɛ̃n/              | ène nasalisé. |
| on     | /ɔ̃/               | on français. |
| onm    | /ɔ̃m/              | on français avec m nasalisé. |
| onn    | /ɔ̃n/              | on français avec n nasalisé. |
| ch     | /ʃ/               | comme dans chyen ou chaplé (chapelet). |

## Utilisation des accents

### -- è ou e? / ò ou o?
Découper un mot en syllabes permet de savoir si les voyelles è et ò s’écrivent avec
un accent grave ou non.
a) Le son /è/ placé dans une syllabe fermée, s’écrit e sans accent grave. Exemples :
konnet (connaître)
finet (fenêtre)
b) Le son /è/ placé dans une syllabe ouverte s’écrit e avec accent grave (è).
Exemples :
tèbè (idiot)
bè (beurre)
chè (cher).
c) Le son /è/ situé dans une syllabe fermée par la consonne nasale n s’écrit toujours
e avec accent grave (è). C’est la seule exception à la règle vue en a). Exemples :
marèn (marraine)
rèn (reine)
Jermèn (Germaine)
d) Le son /ò/ placé dans une syllabe fermée s’écrit o sans accent grave (o).
Exemples :
lapot (porte)
lakol (colle)
bol (bol)
golbo (gauche, maladroit).
e) Le son /ò/ placé dans une syllabe ouverte s’écrit o avec accent grave (ò).
Exemples :
kòkòdò (homme sans caractère)
mò (mort)
fò (fort).
f) Le son /ò/ situé dans une syllabe fermée par la consonne nasale n s’écrit toujours
o avec accent grave (ò). C’est la seule exception à la règle vue en d). Exemples :
bòn (servante) qu’il ne faut pas confondre avec bon (bon).
mòn (colline).
g) Si dans (a + n) a et n sont prononcés séparément, ces deux lettres ne
représentent plus le son /an/ mais le son /a/ + le son /n/. Dans ce cas, a s’écrit avec
accent grave (à). Exemples :
pàn (panne et non pan)
Jàn (Jeanne et non Jan).

## Le son ye

### -- y ou i?
Dans tous les créoles antillais sauf celui de la Martinique, le son "y" s'écrit toujours avec un y 
Pour connaître l’orthographe de « ye », il faut tenir compte de sa place dans la
syllabe.
a) Le son /ye/ en début de syllabe s’écrit y. Exemples :
yoyo (yoyo)
yol (yole = sorte de bateau)
yenyen (espèce de moucheron).
b) Le son /ye/ placé en fin de syllabe s’écrit y. Exemples :
chay (charge).
c) Le son /ye/ placé en milieu de syllabe s’écrit y. Exemples :
chyen (chien)
pyé (pied),
rapya (avare).

## Grammaire

### Les pronoms personnels
| Créole   | Français        | Variante courante             |
| -------- | --------------- | ----------------------------- |
| an, mwen | je, moi         |                               |
| ou       | tu, vous, toi   | vou, w (placé après le verbe) |
| i        | il / elle ; lui | li                            |
| nou      | nous            |                               |
| zò       | vous            | zòt, hò, hòt                  |
| yo       | ils, elles, eux | yé                            |

Le vouvoiement de politesse existant en français n'existant pas en créole, « zòt » ou « zò » sont toujours utilisés pour s'adresser à plusieurs personnes : Zòt dé. « Vous deux. »
Il est cependant possible d'utiliser le pronom « vou » (directement emprunté au français) dans certains cas au singulier notamment pour marquer un certain détachement de classe (souvent ironique) : Sé vou misyé ki di mwen sa. « C'est toi monsieur qui m'avez dit ça. »
Le créole n'a pas de pronom indéfini équivalent au pronom français « on »
Le créole se dote de noms en plus, Misyé et Fanm-la (le monsieur, le mec... et la dame, la meuf...) qui remplacent très fréquemment i. Les pronoms personnels du créole ne différenciant pas le genre, un locuteur créole aura tendance à utiliser les mots misyé ou boug-la et fanm-la pour le spécifier.
« Je parle avec lui et il me dit que Jocelyne ne vient pas car d'après lui, elle est fâchée contre moi. » ⇒ « An ka palé é boug-la é misyé ka di mwen Joslin pa ka vini pas dapwé misyé fanm-la kòlè (ni on bab) épi mwen. »

### Les déterminants possessifs et les pronoms personnels compléments
Les déterminants démonstratifs sont identiques aux pronoms personnels. Les déterminants possessifs se placent systématiquement derrière le nom et se forment systématiquement avec a/an, comme pour dire : « C'est à moi / à lui. »
| Créole  | Français                      | Exemple                                                                             |
| ------- | ----------------------------- | ----------------------------------------------------------------------------------- |
| mwen    | me, moi, ma, mon, mes         | Ban mwen biten an mwen. / Donne-moi mes affaires / ma chose / mon truc.             |
| vou, 'w | te, ta, ton, tes, toi         | Ou vlé an ba'w biten a'w?, tu veux que je te donne tes affaires?/ta chose /ton truc |
| i       | se, le, la, lui, sa, son, ses | Ba'y biten a'y. / Donne-lui ses affaires.                                           |
| nou     | nos, nous                     | Ban nou biten an nou, donnez nous nos affaires.                                     |
| zòt     | vos, vous                     | Zò vlé an ba zòt biten a zòt? / Vous voulez que je vous donne vos affaires ?        |
| yo      | les, leur, leurs              | Ba yo biten a-yo, donnez leur leurs affaires.                                       |

- le « 'w », est en fait une contraction de « a-ou /a-vou» pour la seconde personne du singulier (ta, te...) ;
- le « 'y », est en fait une contraction de « a-i / a-li » pour la troisième personne du singulier (le, lui, se...) ;
- Ces contractions doivent être prononcées comme indiqué /aw/.

### Groupe nominal
Il existe quatre types de groupes nominaux :
1. Le groupe nominal générique : Zafè kabrit pa zafè a lapen. = « Les affaires du cabri ne sont pas celles du lapin. » (Mêle-toi de tes oignons). Nonm ki nonm pa ka bat fanm. = « Un homme qui est un homme ne bat pas de femme. »
2. Le groupe nominal indéterminé. On flè = « une fleur. »
3. le groupe nominal déterminé. Flè-la = « La fleur. »
4. le groupe nominal démonstratif :
  1. singulier. Flè-lasa. = « Cette fleur. »
  2. pluriel. Sé flè-lasa. = « Ces fleurs. » À noter, la particule postposée sa tend à disparaître dans cet emploi.

Le pluriel français n'existe pas en créole standard et se rend par le groupe nominal générique. Cependant, l'article lé  – du français les – tend à se généraliser pour des groupes nominaux déterminés : « Les amis. » étant Lé zanmi. Il arrive aussi que le lé soit directement compris dans un mot lorsque son usage n'a lieu qu'au pluriel – ou dans la plupart des cas. Exemple : « Lévwaz. » qui signifie « les voisins » ou « le voisinage ».
Il n'existe pas de genre grammatical en créole.
Ainsi, tout groupe nominal déterminé est formé avec le suffixe -la qu'on retrouve parfois abrégé en -a. En créole martiniquais, l'abréviation en -a est systématique derrière les mots se finissant par une voyelle. « L'eau est sale. » = « Dlo-a sal. »

### Verbes

#### Prédicats et leurs combinaisons
Les verbes en créole sont généralement issus du français. Par exemple : pati, de « partir », aprann de « apprendre ».
Les verbes en créole sont invariables – ne prennent aucune marque de personne, de temps, mode, etc. L'expression du temps est marquée par cinq morphèmes indépendants, qui sont placés devant un verbe.
- « ø », (ø signifie l'absence de prédicat), exprime le présent de vérité pour un état ou le présent de vérité générale ;
- « ka » exprime l'action en train d'être réalisée (être en train de) ;
- « ké » exprime le futur ;
- « té » exprime le passé ;
- « ø » peut aussi exprimer le passé avec un verbe d'action ;.
- « ja » signifie « déjà » et sa négation po ko, « pas encore » ; indiquent que l'action est accomplie.

| Créole                                     | Signification                                         | Exemple anglais        | Négation         | Exemples |
| ------------------------------------------ | ----------------------------------------------------- | ---------------------- | ---------------- | --- |
| ka                                         | action en train d'être réalisée                       | be -ing                | pa ka, pa'a      | Ou ka pati ? Awa. Tu pars ? non. « ka » c'est aussi le présent d'une action quotidienne. « An ka travay lizin touléjou », « Je travaille à l'usine tous les jours ».                     |
| ké                                         | futur                                                 | will                   | pé ké, pé'é      | Ou ké ay? Awa, an pé ké ay. Tu iras? Non, je n'irai pas. |
| kay (= ka + verbe « ay »), kalé (ka + alé) | futur proche                                          | be going to            | pa kay           | An kay manjé talè. Je vais bientôt manger. Ainsi An té kay manjé se traduit par « J'allais manger », la négation étant « pa té kay ». Kijan ou kalé fè sa ? Comment vas-tu t'y prendre ? |
| ø                                          | passé                                                 | prétérit               | pa ø             | Ou manjé? Awa. Tu as mangé ? Non. |
| té                                         | situe l'action dans le passé                          |                        | pa té            | Si'w té di mwen sa, Si tu me l'avais dit. |
| sòti                                       | action dans un passé proche                           | I have just -ed        |                  | Michel sòti rivé. Michel vient juste d'arriver. « I té sòti rivé » se traduit donc « Il venait juste d'arriver ». Par ailleurs « I sòti sòti » signifie « Il vient juste de sortir ».    |
| té ka                                      | action progressive dans le passé                      | was -ing               | pa té ka         | Ou té ka pati lè i rivé? Tu partais quand il est arrivé? |
| té ké, (té'é)                              | conditionnel                                          | I would (have)         | pa té ké         | Si fanm-la pa té la, an té ké pati. Si elle n'était pas là (ou si elle n'avait pas été là), je serais parti.                                                                             |
| té ké ka, té'é ka                          | action passée qui aurait été en train d'être réalisée | I would have been -ing | pa té ké ka      | Si nou té pwan tan pou nou té palé, kolé séré nou té ké ka dansé. Si nous avions pris le temps de parler, nous serions en train de danser coller serrer.                                 |
| ja                                         | déjà/pas encore                                       |                        | poko, po'o, pò'ò | Ou poko ba-y lajan oben ou ja ba-y li ? Tu ne lui as pas encore donné l'argent ou (bien) tu le lui as déjà donné?                                                                        |
| té ja                                      | avoir déjà/pas encore passé                           |                        | potoko           | An potoko fin palé, i té ja koumansé babyé. Je n'avais pas encore fini de parler qu'il commençait déjà à vitupérer.                                                                      |

#### Modes

##### Impératif
| Créole          | Français         | Remarque                                                               |
| --------------- | ---------------- | ---------------------------------------------------------------------- |
| Ban mwen pati ! | Que je parte !   | Ban an pati est aussi fréquent et par accrétion se prononce banh'h.    |
| Pati !          | Pars!            | Une expression courante est Foutémalkan qui signifie Fous moi le camp  |
| Fo yo pati !    | Qu'ils partent ! | Un verbe doit porter l'impératif comme fo ou di ou fè.                 |
| Annou pati !    | Partons!         | Annou tout seul remplacera le français allons qui sert à s'encourager. |
| Foukan !        | Partez !         |                                                                        |
| Annou ay !      | Allons-y. !      | contraction « ann'ay »                                                 |

#### Verbes sans le prétérit
Tous les verbes en créoles se construisent avec des prédicats excepté quelques exceptions qui ne nécessitent pas la présence de ka.
| Verbe         | Français       | Présent          | Passé          | Futur              | Traduction                          |
| ------------- | -------------- | ---------------- | -------------- | ------------------ | ----------------------------------- |
| ni, tini, tin | avoir          | an ni            | an té ni lajan | an kay/ké ni lajan | J'ai, j'ai eu, j'aurai de l'argent. |
| enmé          | aimer          | an enmé'w        | an té enmé'w   | an kay/ké enmé'w   | Je t'aime.                          |
| sav(é)        | savoir         | an sav           | an té sav      | an kay/ké sav      | Je sais, j'ai su, je saurai         |
| hay, ray      | haïr, détester | an hay misyé     | an té hay li   | an kay/ké hay li   | Je déteste ce gars.                 |
| konèt, konnèt | connaître      | an konèt boug-la | an té konèt li | an kay/ké konèt li | Je connais ce gars.                 |

Remarque : D'autres verbes ne nécessitent pas la présence du prédicat ka.
- vlé (vé) = vouloir / pé = pouvoir : à noter que la négation est une exception pour « vé » et « pé » qui deviennent « vé pa » et « pé pa »

Si malgré tout le ka est présent pour tous ces verbes, il s'agit d'un procédé d'insistance ou de précision. Exemple :  An ka ni lajan an sé moman-lasa. « J'ai de l'argent dans ces moments-là. »

#### Autres verbes spéciaux: être, falloir, donner.
- le verbe être est rendu par deux différents verbes : sé et yé.
  - Sé s'emploie seulement avec un attribut nominal, comme quand on donne le titre ou l'état de quelqu'un : An sé doktè = « Je suis docteur. » ;
  - Yé ne s'emploie qu'en fin de phrase : Sé la an yé. = « C'est là que je suis. » /  Ka sa yé? = « Qu'est-ce que c'est ? » /  Ki moun ou yé? = « Qui es-tu ? / Qui êtes-vous ? » ;
  - Dans les phrases où l'attribut est un adjectif, le créole n'utilise pas de copule, c'est-à-dire que le sujet et son attribut ne sont liés par aucun verbe :

Ou la? « [Es]-tu là ? » / Kaz-la rouj. = « La maison est rouge. » / An las. = « Je suis fatigué(e) » / I bèl. = « Elle est belle. / Il est beau »
- Le verbe falloir n'a été conservé en créole que sous sa forme au présent faut, fo qui est systématiquement placée en tête de phrase, sans prédicat :

Présent : Il faut qu'il parte. Fo-y pati. Fo ne s'emploie qu'au présent aussi utilise-t-on ni pou (avoir pour) et dwèt (du français devoir) pour exprimer l'obligation aux autres temps. Futur : « Il faudra qu'il parte. » = « I ké ni pou pati. » Passé : « Il fallait qu'il parte. » = « I té dwèt pati. » Futur dans le passé : « Il aurait fallu qu'il parte. » = « I té'é dwèt pati. »
- Le verbe « donner » se traduit par ba. Les verbes créoles sont systématiquement invariables hormis ba qui par nasalisation devant mwen et nou donne l'allomorphe ban. Le verbe ba à la différence de donner est un verbe exigeant une syntaxe précise et moins libre qu'en français ou en anglais par exemple. Ainsi :
  1. I gave Julie a beautiful flower.
  2. I gave a beautiful flower to Julie.
  3. Julie was given a beautiful flower by me.
- Ces trois formes sont correctes en anglais alors qu'en français, la troisième est fausse :
  1. J'ai donné à Julie une belle fleur.
  2. J'ai donné une belle fleur à Julie.
  3. *Julie a été donnée une belle fleur par moi.
- En créole, cette restriction est encore plus forte car la forme 2. est aussi fausse (et la 3. anglaise est intraduisible) :
  1. An ba Jili on bèl flè.
  2. *An ba on bèl flè Jili.
- Alors qu'en anglais trois ordres syntaxiques sont possibles, et en français deux, le créole ne supporte que la forme : S V COI COD.

Ba en plus d'être un verbe est aussi une préposition qui permet d'expliciter à qui s'adresse quelque chose. Ainsi :
- An ba-y on flè. – « Je lui ai donné une fleur. »
- Ba ki moun? – « À qui ? »
- Ba Jili. – « À Julie. »
- Fè sa ban mwen. – « Fais ça pour moi. »
- An ka palé ba-w. – « Je te parle. »

### Plasticité des mots
Chaque mot en créole appartient à une catégorie, verbe, adjectif et nom comme en français, mais en déborde systématiquement du fait d'une certaine plasticité de la langue. Concernant les verbes : An dòmi tout dòmi an mwen jòdi-la. « J'ai dormi tout mon dormir aujourd'hui. »

## Exemples du lexique
| Français               | Créole             | Prononciation standard |
| ---------------------- | ------------------ | ---------------------- |
| boire                  | bwè                | /bwɛ/                  |
| ciel                   | syèl               |                        |
| eau                    | dlo / glo          | /dlo/                  |
| enfant                 | timoun             | /timun/                |
| femme                  | fanm               |                        |
| feu                    | difé               | /dife/                 |
| fille                  | tifi               |                        |
| garçon                 | tiboug             |                        |
| homme                  | boug / nonm        |                        |
| jour                   | jou                |                        |
| terre                  | tè                 |                        |
| petit                  | piti               |                        |
| manger                 | manjé / nannan     |                        |
| faim                   | fen                |                        |
| vouloir                | vlé / vé           |                        |
|                        |                    |                        |
| grand                  | gwan               |                        |
| nuit                   | lannuit            | /lãnuit/               |
| jour                   | jou                |                        |
| se promener            | drivé              |                        |
| mal élevé              | malélivé           |                        |
| coup de poing          | kyòk / tchòk       |                        |
| frappe-le              | fouté'y            |                        |
| avoir                  | ni / tini / tin    |                        |
| savoir                 | sav - savé         |                        |
| dans                   | adan               |                        |
| dedans - à l'intérieur | andidan            |                        |
| dehors                 | déwò / déyò / déhò |                        |
| sur                    | anlè / asi / anho  |                        |

## Quelques proverbes créoles
Voici quelques proverbes créoles et leur équivalent en français :
- « A fòs makak karésé pitit a'y, i kyouwé'y. » Littéralement : « À trop caresser son petit, le singe l'a tué. » Soit : Le mieux est l'ennemi du bien.
- « Batiman vapè ranni, i pa bourik pou sa. » Litt. « Le bateau à vapeur hennit, ce n'est pas un âne pour autant. » : Il ne faut pas se fier aux apparences.
- « Two présé pa ka fè jou ouvè. » Litt. « Être trop pressé ne fait pas se lever le jour. » : Ça ne sert à rien de se précipiter.
- An chandèl, kabrit ka sanb ti fi.. Littéralement : « à la chandelle, la chèvre semble demoiselle », la nuit, tous les chats sont gris.
- A fòs frékanté chyen ou ka trapé pis. Littéralement : à fréquenter les chiens, tu attrapes les puces, dis-moi qui tu fréquentes, je te dirai qui tu es.
- Sé gren diri ka fè sak diri.. Littéralement : « ce sont les grains de riz qui font les sacs de riz », les petits ruisseaux font les grandes rivières.
- Malè pa ni klakson. Littéralement : « le malheur n'a pas de klaxon », le malheur ne prévient pas.
- Maladi vin a chouval, I kalé a pyé. Littéralement : « la maladie arrive à cheval et repart à pied ».
- Ravèt pa ni rézon douvan poul.. Littéralement : « le cafard n'est pas le plus fort devant la poule », un pot de terre ne peut pas lutter contre un pot de fer.
- Réglé jis pa gaté zanmi. Littéralement : « être juste dans les affaires ne nuit pas aux amis. », les bons comptes font les bons amis.
- Hay chyen mé di dan a'y blan.. Littéralement : « tu peux détester le chien, mais reconnais que ses dents sont blanches », il faut reconnaître les mérites de quelqu'un.
- Chak bourgo ka halé kaz a'y, . Littéralement : « chaque escargot a sa maison à porter », à chacun son fardeau.
- Zafè kabwit pa zafè lapen. ». Littéralement : « les affaires du cabri ne sont pas celles du lapin », mêle-toi de tes oignons.
- An enkyèt kon tikyèt a finèt nèf a katrè-d maten. Littéralement : « je suis inquiet comme le loquet d'une fenêtre neuve à quatre heures du matin », je suis terrorisé. Ce proverbe a presque disparu.
- Chat pa la, rat ka bay bal. Littéralement : « le chat n'est pas là, les rats vont au bal », quand le chat n'est pas là, les souris dansent.
- Achté van pou vann lè.. Littéralement : « acheter du vent pour vendre de l'air », vendre un cheval borgne pour acheter un cheval boiteux.
- Sé zanmi ki fè si krab pa ni tèt. Littéralement : « ce sont les amis qui font que le crabe n'a pas de tête », quand on a des soucis, les amis ne sont jamais présents.